# تويا (أم الملكة تيي)
تويا أو ثويا (بالإنجليزية: Tjuyu)‏‏ (القرن 15 ق.م في أخميم - العقد 1370 ق.م) مغنية إلهية ومديرة للاحتفالات الدينية للإلهين مين وآمون في معبد الكرنك بالأقصر، مصر.
وكانت زوجة لأحد الموظفين الكبار في عهد حكم الملك أمنحتب الثالث وهو يويا حيث تزوج هذا الملك ابنتهما وكان اسمها تيي، وقد حكم أمنحتب الثالث مصر بين 1388 حتى 1351 طبقا للمؤرخ الألماني هيلك (أو بين 1390 - 1353 طبقا لـ" كراوس.

## اسمها بالهيروغليفية
ينطق الحرف الأول 𓍿 كحرف الثاء العربية ويرمز له في النقحرة بالرمز ṯ، لكن الرمز ذاته طوال التاريخ المصري كان إبداليا مع الرمز 𓏏 والمنطوق كحرف التاء، فالاسم يمكن أن ينطق ثويا، ولكنه في الأغلب كان ينطق تويا نظرا للإبدالية وسهولة نطق التاء عن الثاء في اللسان المصري.

## عائلتها والقابها
كانت ابنتها تيي تلقب بـ«الزوجة الملكية العظمى» وكانت متزوجة من الملك أمنحتب الثالث وانجبت منه الملك اخناتون.أنجبت تويا أيضا ابنا اسمه «عانن» الذي كان كاهنا من الدرجة الثانية في معبد أمون في الكرنك.

## مقبرتها

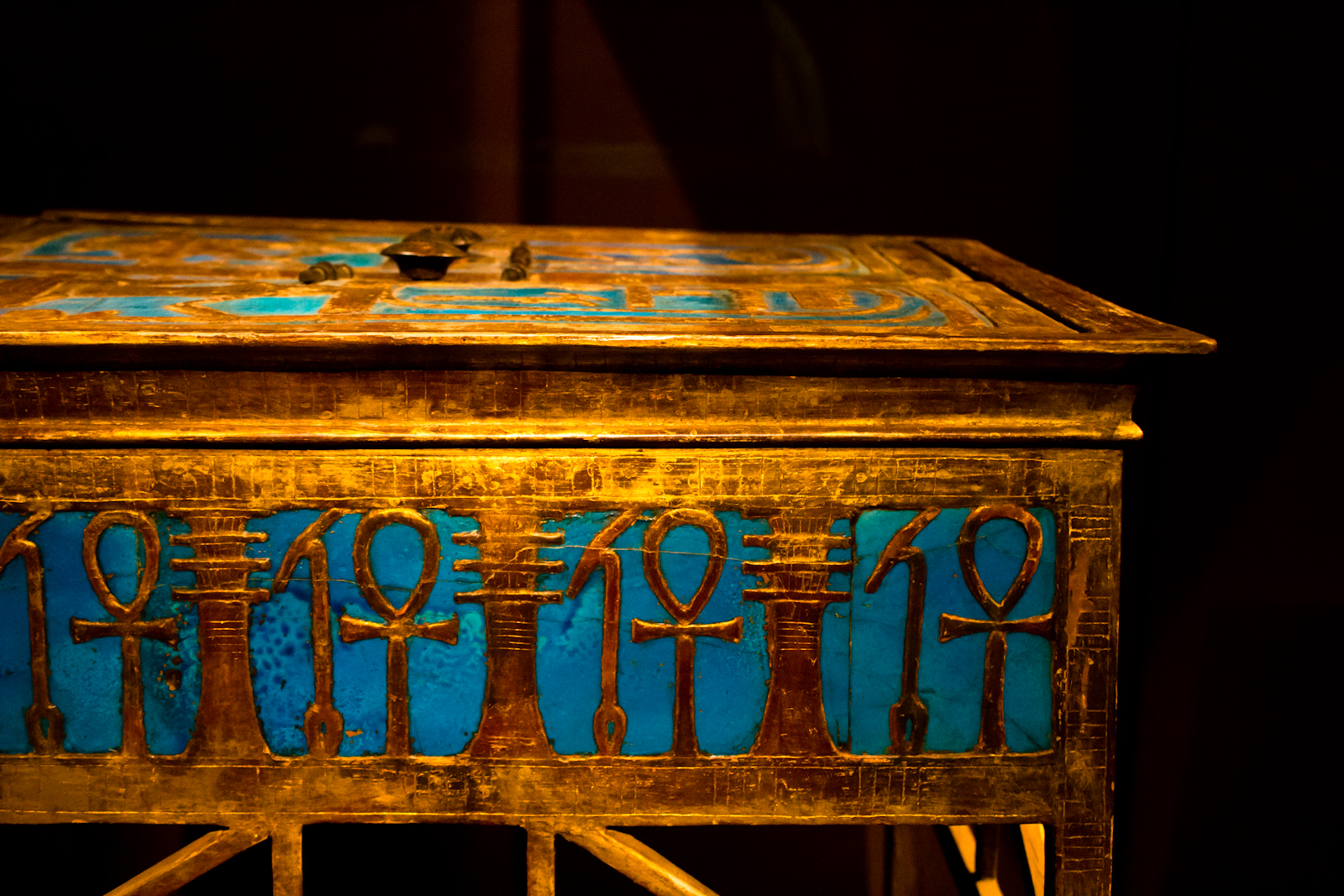
صندوق مزخرف من مقبرة يويا وتويا وعليه من أعلى خرطوش باسم الملك امنحتب الثالث. الصندوق مزين على الجانب بالثلاثة رموز متكررة: عنخ ومعناه «الحياة»، وصولجان واس ومعناه «السلطة»، وعمود جد ومعناه «الدوام» أو «الثبات».

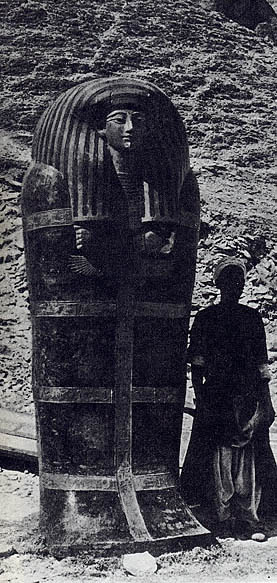
التابوت الخارجى لزوجها يويا.

تم العثور على مقبرة تويا و يويا في عام 1905 في وادي الملوك بطيبة بالمقبرة رقم 46 بواسطة تيودور ديفيز. وحضر الكشف عنها جاستون ماسبيرو الذي كان يشغل منصب مدير المتحف المصري. وقد وجدت مومياءي تويا ويويا، وكانت مومياء زوجها يويا في داخل ثلاثة توابيت، أحدهم داخل الآخر بالأضافة إلى تابوت تويا وعدد من التماثيل والأوانى وثلاث كراسى خشبية وسريرين وعجلة حربية، وقد نقلت محتويات المقبرة إلى المتحف المصري بالقاهرة.

## صور لبعض الموجودات في المقبرة
- التابوت الداخلي لتويا
- تمثال لتويا , الآن في متحف اللوفر